# Lauteninstrument
Lauteninstrument ist eine namentlich von der Laute abgeleitete Klasse der Saiteninstrumente, die wie die europäische Laute aus einem Resonanzkörper und einem untrennbar damit verbundenen Saitenträger zusammengesetzt sind und deren Saiten parallel zur Decke liegen. Der Saitenträger ragt im Fall der am häufigsten vorkommenden Stiellauten als Hals über den Korpus hinaus. Eine kleinere Gruppe bilden die Jochlauten oder Leiern, bei denen die Saiten bis zu einer von zwei seitlichen Armen gehaltenen Querstange (Joch) verlaufen. Die dritte und kleinste Gruppe beinhaltet die nur in Afrika vorkommenden Bogenlauten oder Pluriarc. Diese in der Hornbostel-Sachs-Systematik festgelegte Definition der Bauform gilt für Zupfinstrumente und Streichinstrumente gleichermaßen.

## Einteilung

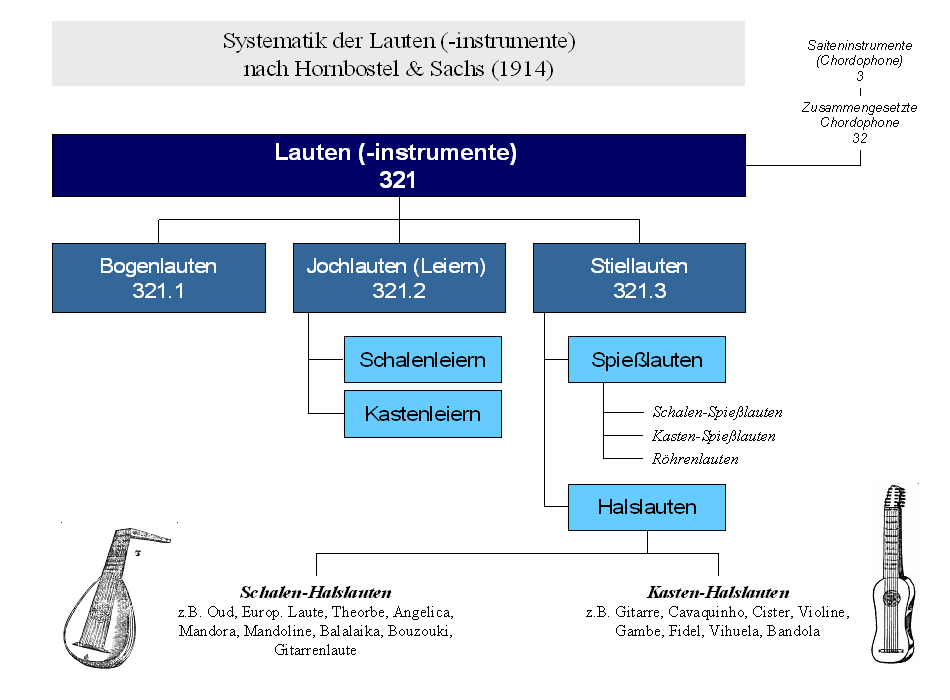
Systematik der Lauteninstrumente

Nach der Hornbostel-Sachs-Systematik werden die Lauteninstrumente (321) unterteilt in:
- (321.1) Bogenlauten, auch Pluriarc, bei denen jeweils eine Saite am Ende von mehreren gebogenen Saitenträgern befestigt wird. Die Instrumentengruppe besteht aus unterschiedlichen Konstruktionen, die teilweise eine eindeutige Klassifizierung als Lauteninstrument oder Musikbogen bzw. Bogenlaute oder Leier erschweren.
- (321.2) Jochlauten (Leiern), bei denen die Saiten an einem Ende an einem Resonanzkasten und am anderen Ende an einem zwischen zwei Armen aufgehängten Joch befestigt werden. Antike Leiern: Kithara, Lyra. Ostafrikanische Leiern: Krar, Beganna, Endongo, Nyatiti, Tom. Arabische Leiern: Tanbura, Simsimiyya.
  - (321.21) Schalenleiern mit einem schalenförmigen Resonanzkörper: Lyra, Tanbura.
  - (321.22) Kastenleiern mit einem kastenförmigen Resonanzkörper: Kithara, Beganna, Crwth.
- (321.3) Stiellauten, bei denen ein Spieß oder Hals als Saitenträger an einem Korpus befestigt wird.

Die Stiellauten sind die größte und vielfältigste Gruppe und werden nach dieser Systematik weiter unterteilt in:
- (321.31) Spießlauten, bei denen ein Spieß bzw. Stiel durch den Korpus hindurch gesteckt wird oder an dessen Oberseite entlang verläuft. Der Korpus kann schalenförmig (bootsförmig oder rund, Ravanahattha), röhrenförmig bzw. zylindrisch (Banjo, Endingidi, Sanxian, Tschuniri) oder kastenförmig (Masenqo, Mongolische Pferdekopfgeige) sein. Spießlauten werden gezupft oder mit einem Bogen gestrichen. Instrumentenkundlich wird hier nicht nach der Spielweise unterschieden. Gestrichene Spießlauten bilden die Gruppe der Spießgeigen, auch Stachelfideln, Stachelgeigen, seltener Dornfideln (Rabāb, Rebab, Kamantsche, Djoze). Orientalische Spießgeigen werden meist in senkrechter Position gespielt und mit dem Stachel auf dem Boden oder auf dem Oberschenkel aufgesetzt. Afrikanische Spießgeigen sind meist einsaitig und werden meist quer vor dem Oberkörper gehalten (Goge, Imzad, Ribab, Endingidi). Ost- und südostasiatische Röhrenspießgeigen werden senkrecht auf den Boden oder den Oberschenkel gesetzt (Erhu, Sor U, Chiwang).
- (321.32) Halslauten, bei denen ein Hals am Korpus angesetzt (oder angeschnitzt) wird und nicht durch den Korpus hindurchgeht. Die Halslauten wiederum kann man nach der Form des Korpus unterteilen in:
  - (321.321) Schalenhalslauten sind Lauten, bei denen der Korpus schalenförmig ausgeprägt und aus einem Holzblock ausgehöhlt ist oder durch Zusammensetzung von Spänen entsteht (Korpus aus Spänen: z. B. Tanbur, Oud, (europäische) Laute, Knickhalslauten, Theorbe, Colascione, Angelica, Neapolitanische Mandoline, Mandola, Mandora, Balalaika, Bouzouki, Biwa, Gitarrenlaute, Tschonguri. Korpus massiv: traditionelles Charango, Gambus, Panduri).
  - (321.322) Kastenhalslauten sind Zargeninstrumente, bei denen der Korpus kastenförmig mit Boden, Decke und Zargen aufgebaut wird (z. B. Gitarre, Cavaquinho, Cister, Violine, Fidel, Viola da gamba, Vihuela, Bandola, Tarawangsa, Flachmandoline, Ukulele, Yueqin und Viola (Portugal)).
- (321.33) Binnenspießlauten in Westafrika, bei denen der Spieß innerhalb des Korpus endet. Die Saiten werden hinter dem Steg durch ein Schallloch geführt und innen am Spieß befestigt. Sie werden ausschließlich gezupft (Ngoni, Xalam, Tidinit, Tahardent, Keleli).
  - (321.331) Binnenspießlauten mit einem schalenförmigen Korpus. Hierzu gehören fast alle Binnenspießlauten.
  - (321.332) Binnenspießlauten mit einem kastenförmigen Korpus. Die Ausnahme ist die marokkanische Gimbri.

Eine andere Klassifizierung berücksichtigt bei den Stiellauten das Verhältnis der Längen von Korpus und Hals:
- Kurzhalslauten: Hierzu zählt man etwa chinesische Pipa, Yueqin und arabische Oud. Bei den verbreiteten Knickhalslauten (europäische Laute, Koboz, Oud, Pipa) ist der Wirbelkasten nach hinten geknickt.
- Langhalslauten: Tanbur, Theorbe, Colascione, griechische Bouzouki, zentralasiatische Dombra, russische Domra und Balalaika, türkische Saz, persische und kaukasische Tar, persische Setar, nordindische Sitar und Sursingar, südindische Vina, nordamerikanisches Banjo, albanische Çiftelia, chinesische Sanxian. Frühe Vorläufer dieser Gruppe sind im 2. Jahrtausend v. Chr. abgebildete, sumerische und altägyptische Schalenspießlauten.

Bei den Halslauten kann man zudem Sattelknopfinstrumente (wie Violine, Drehleier, Mandoline und Langhalslauten) und Querriegelinstrumente (wie Kurzhalslauten und Gitarre) unterscheiden. Bei den Sattelknopfinstrumenten, die eine stärkere Saitenspannung benötigen, führen die Saiten über einen Steg bis zu einem Befestigungspunkt an der unteren Zarge. Bei den Querriegelinstrumenten, die eine geringere Saitenspannung benötigen, enden die Saiten an einem Querriegel auf der Decke, ein separater Steg ist hier nicht vorhanden.